# GRIN2C
GRIN2C پروتئینی است که در انسان توسط ژن GRIN2C کدگذاری می‌شود.

## عملکرد
گیرنده‌های NMDA یک گروه از گیرنده‌های گلوتامات یونوتروپیک هستند. نشان داده شده است که کانال NMDA در تقویت طولانی مدت پیام‌های عصبی نقش دارد، افزایش شدت پیام‌ها وابسته به فعالیت و کارایی انتقال سیناپسی تصور می‌شود و زمینه‌ساز انواع خاصی از حافظه و یادگیری است. کانال‌های گیرنده NMDA هترومرهایی هستند که از زیرواحد گیرنده کلیدی NMDAR1 (GRIN1) و ۱ یا بیش از ۴ زیر واحد غیر کلیدی NMDAR2 تشکیل شده‌اند که شامل زیرواحدهای NMDAR2A (GRIN2A) NMDAR2B (GRIN2B) ,NMDAR2C (GRIN2C) و NMDAR2D (GRIN2C) می‌شوند.

## تعامل‌ها
اثبات شده است که GRIN2C با DLG4 و DLG3 تعامل دارد.